# Qataban

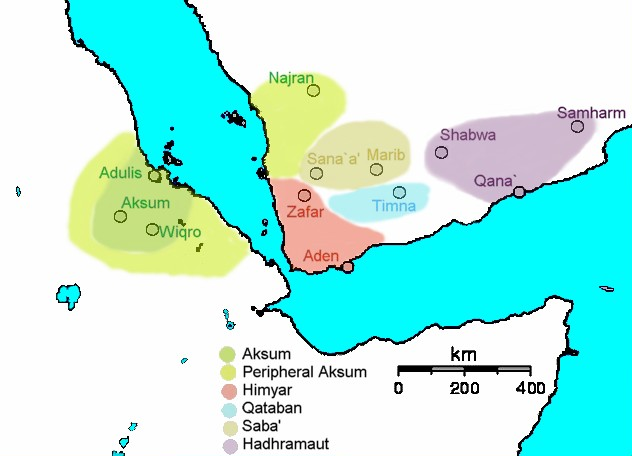
Qataban (blau cel) al segle II aC

Qataban (àrab: قتبان, Qatabān) fou un antic poble i regne al Iemen. Per a la seua llengua vegeu qatabanita.
En època clàssica s'esmenta aquest poble com Cattabanenses o catabani (catabans).
Els seus dominis originals eren la vall de Beihan o Baihan i segurament també la d'Harib (paral·lela, a l'oest); el regne es va estendre després al sud cap a la regió d'Awsan (moderna governació d'al-Bayda) i cap a la Dathina. Alguns historiadors pensen que van arribar a la costa però això no ha pogut ser comprovat. Segons la documentació més antiga existent Saba va destruir Awsan i va alliberar els catabanites de la dominació ausanita.
La cronologia és discutida. L'escola americana encapçalada per Albright i Jamme pensa que va iniciar la seva eclosió al segle vi aC i va durar almenys 700 o 800 anys; l'escola europea amb Ryckmans i Pirenne la situa entre els segles IV aC i II dC. La inscripció més tardana que l'esmenta és del segle iv dC quan ja havia desaparegut.
La seva desaparició es sospita que pogué ser deguda a una aliança entre sabeus i hadhramites (hadramites de l'Hadramaut) i llavors Qataban hauria passat a sobirania d'Hadramaut.
Intenses excavacions es van fer el 1950 i 1951 (i en alguns altres moments puntuals) al Wadi Beihan, especialment a Hadjar Kuhlan. La capital era Timna i a Hayd Bin Akli s'han trobar algunes tombes i sembla haver estat la capital del regne en la seva esplendor, però va desaparèixer a causa d'un incendi. Abans de la seva extensió el centre de Qataban havia estat a Hadjar Bin Hunayd a mig camí entre Hadjar Kuhlan i la moderna Beihan. S'han trobat diversos vestigis a una de les rutes que uneix el Wadi Beihan i el Wadi Harib, la ruta de l'est i sud. El uadi Beihan estava molt ben irrigat mercès a un sistema de canals que foren també estudiats. Al Wadi Harib les excavacions es van centrar a Hadjar Hinu al-Zunayr. S'han trobar monedes que comencen al segle iii aC i imiten les peces atenenques.
El seu panteó estava format per una triada de deïtats principals i altres de menors: el deu lunar Ammm (els qatabanites s'anomenaven els fills d'Amm i el rei el primer fill d'Amm), el deu Athar (equivalent mascle d'Astarté o Ashtaroth), i una deessa solar sense nom, designada com "el Sol" o per adjectius femenins. Les divinitats menors tenien funcions específiques que generalment no es coneixen.
El rei o malik era el cap de Qataban i després de la confederació tribal dirigida per Qataban. No era pas un autòcrata i les lleis que promulgava estaven inspirades per altres funcionaris amb una gran varietat de títols amb funcions indeterminades; el rei no era el cap legislador sinó el dirigent del poder executiu i les seva tasca era promulgar i fer complir les lleis redactades pel cos legislatiu, i a dirigir les obres públiques; en temps de guerra dirigia l'exèrcit. El malik era tant el cap del regne (shab o associació de petites viles o comunitats) sinó el rei de la confederació tribal sobre la qual Qataban exercia l'hegemonia. El seu títol oficial era mkrb (la vocalització és desconeguda) de Qataban. En alguns casos dos germans o un pare i un fill van governar junts però en cap cas el títol apareix en plural i se suposa que encara que hi podia haver dos reis de Qataban només un d'aquests podia ser cap de la confederació. El mkrb era també perceptor dels impostos de Qataban i de la confederació, cap de l'administració i sacerdot d'Amm. El manteniment dels canals de reg i altres obres corresponia als terratinents. La institució dels treballs forçats era corrent i cada terratinent havia d'aportar un dia de treball de cada 15 pel manteniment de les obres.
El regne va adquirir gran riquesa pel comerç de l'encens i la mirra que es cremaven als altars. Va passar a Hadramaut al segle ii i a Himyar al final del segle iii.

## Aproximació a la datació dels reis al segle I aC i I dC

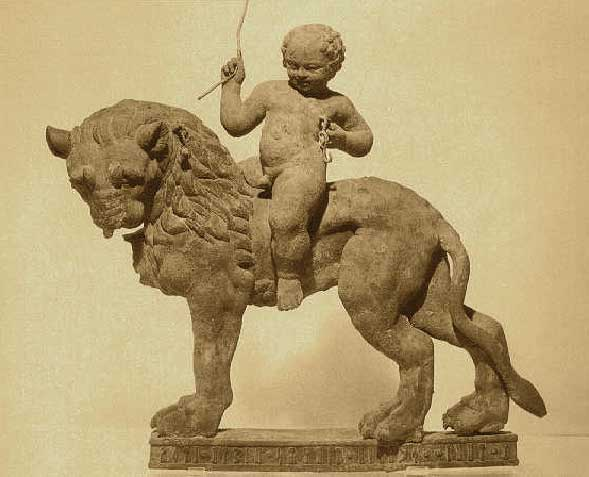
Figura de bronze.

El treball de Mounir Arbach ha intentat establir una datació aproximada dels reis de Qataban els darrers tres segles. Les recents excavacions a Marib, al-Sawda, Raybun i altres llocs han aportat noves inscripcions que permeten avançar en la datació dels reis de Qataban. Un greu obstacle és la freqüent homonímia dels sobirans tant en nom propi com amb la deïtat associada; d'altra banda les successions no solen ser dinàstiques; sovint, en absència d'inscripcions en un lloc que estableixin una continuïtat, per determinar la successió dels sobirans s'ha de recórrer a la paleografia, al sincronisme amb altres sobirans externs o a al·lusions al panteó. Això permet establir una cronologia sempre subjecte a revisió. Les inscripcions de Qataban venen sobretot de Hajar Kuhlan, Hajar Ibn Humayd (Dhu-Ghayl) i la necròpolis d'Hayd Ibn Aqil, i la segona fase de les de Hajar Kuhlan, és a dir la capital Tamna, iniciades el 1999 per la missió arqueològica franco-italiana. En aquestes darreres, en quatre campanyes, es van trobar 800 peces epigràfiques i arqueològiques que són al Museu de Bayhan, i totes les inscripcions foren inventariades i fotografiades. Entre aquestes hi havia una majoria d'inscripcions del segle i aC i I dC que permet reconstruir una línia reial continuada per set generacions. Com que no se sap la durada de cada regnat Mounir Arbach ha considerat un període de 20 a 30 anys per regnat.
La situació política al segle ii era agitada; les tribus qatabanites de les terres altes (Hawlan, Radman, Madhi i altres) es van separar de Qataban i van adoptar progressivament la llengua sabea, i un nou calendari; van conservar però el panteó (Amm i Anbi). Per la mateixa època el regne d'Awsan, que estava sota domini de Qataban des del segle vii aC, va ressorgir com estat independent. Tot això va provocar una pèrdua de poder territorial del regne de Qataban. El títol tradicional de “rei o mukarrib de Qataban, de tota la descendència d'Amm, d'Awsan, de Kahad, de Dahas i de Tabnu ” fou substituït pel molt més modest de "rei o mukarrib de Qataban" governant només el territori del uadi Bayhan, amb les ciutats de Tamna i Dhu-Ghayl (moderna Hajar Ibn Humayd), i a Haribat (moderna Hinu al-Zurayr) al uadi Harib.
Al final del segle i aC l'expedició d'Eli Gal (vers 26 aC) que va liquidar el regne de Ma'in i altres del Djawf va coincidir amb l'assumpció pel rei d'Hadramaut del títol de mukarrib, i va encunyar moneda amb el seu rostre estenent el seu territori cap a l'est (fundació del port de Samar, modern Khawr Ruri a Oman). El segle següent va veure l'ascens dels himyarites els sobirans del qual van agafar el títol de "reis de Sabà i de Dhu-Raydan".
Un dels darrers reis que va portar el títol llarg fou Yada'ab Dhubyan Yuhargib fill de Shahr ("mukarrib de Qataban i de tots els descendents d'Amm, d'Awsan, de Kahad, de Dahas i de Tabnu"), el qual apareix en dues inscripcions, mentre en una tercera porta el títol curt. Aquest rei devia regnar al final del segle iii aC o a l'inici del segle ii aC. El rei Yada'ab Ghaylan, fill de Fara'karib que hauria regnat durant el segle ii aC va deixar dues inscripcions una amb el títol llarg i una amb el curt. No és segur però és possible que l'adopció del títol curt fos conseqüència de la pèrdua d'Awsan i de la part nord del regne. Això permet eliminar com a reis del segle i aC o posteriors els reis amb títol llarg. Alguns sincronismes i les darreres inscripcions descobertes han permès a Mounir Arbach establir la següent cronologia:
- Yada`'ab Dhubyan vers 80-60 aC
- Xahr Hilal Yuhan`im 60-40 aC
- Hawfi`am Yuhan`im 40-20 aC
- Xahr Yagul Yuhargib 20 aC- 10 dC
- Waraw'il Ghaylan Yuhan`im 10-30
- Dhamar'ali Dhubyan Yuhargib 30-50
- Yada`'ab Yanuf Yuhan`im 50-75
- Yaghul Yuhargib 75-100
- Xahr Hilal Yuhaqbid 100-130
- Hawfi`am Yakhal 120-130 (associat)
- Nabat Yuhan`im 130-160
- Marthad 160-160-170

La nissaga de Yada`'ab Dhubyan hauria governat Qataban de vers el 100 aC al 75 dC considerant un pro-mig de 25 anys per regnat, probablement més si Yaghul Yuhargib fou membre de la família. Com que la majoria d'inscripcions venen de Tamna cal considerar que aquesta ciutat restava la capital del Qataban durant aquests dos segles. Al final del segle i dC està datat el regnat de Yaghul Yuhargib esmentat en una inscripció sense títol ni filiació. Després hauria pujat una nova dinastia amb Shahr Hilal Yuhaqbid, que va regnar sol i després amb un associat de nom Hawfi`am Yakhal, que podria ser el seu germà, però el successor fou el fill Nabat Yuhan`im vers la meitat del segle ii dC hi va associar al tron al seu fill Marthad cap al final del seu regnat. Aquestos són els darrers reis coneguts A l'inici del segle ii dC la nova dinastia hauria traslladat la capital a causa d'esdeveniments mal coneguts però que inclouen l'incendi de Tamna, testimoniat per l'arqueologia però que també va poder ser causat a la conquesta del regne uns anys més tard. Es creu que el regne va desaparèixer vers el 170 dC, conquerit per Hadramaut.

## Llista demukàrribsi reis
Llista de mukàrribs i després reis de Qataban segons la proposta de W. F. Albright.

### Mukàrribs
- Sumuhuʿalay Watar (c. segle vi aC)
- Hawfiʿamm Yuhanʿim, fill de l'anterior (c. segle vi aC)
- (desconegut)
- Šahr
- Yadiʿʾab Ḏubyān Yuhanʿim, fill de l'anterior
- Šahr Hilāl Yuha..., fill de l'anterior
- (desconegut)
- Sumuhuwatar, probablement mukàrrib, derrotat per Yiṯaʿaʾmar Watar de Saba
- (desconegut)
- Warawʾil, probablement mukàrrib, vassall de Karibʾil Watar de Saba, c. 450 aC
- (desconegut)
- Šahr
- Yadiʿʾab Ḏubyân, fill de l'anterior, darrer mukàrrib i primer rei de Qataban

### Reis
- Yadʿʾab Ḏubyān, finals del segle v aC?
- Šahr Hilāl, fill de l'anterior
- Nabaṭʿamm, fill de l'anterior
- Ḏimriʿalay
- Yadʿʾab Yagil, fill de l'anterior, coetani dels tres reis de Saba del segle iv aC
- (desconegut)
- Abišibām
- Šahr Ġaylān, fill de l'anterior
- Biʿamm, fill de l'anterior
- Yadʿʾab (Yagil?), germà de l'anterior
- Šahr Yagil, fill de l'anterior, conqueridor de Maʿīn, c. 300 aC
- Šahr Hilāl Yuhanʿim, germà de l'anterior
- (desconegut)
- Yadʿʾab Ḏubyān Yuhargib (la situació en la llista és incerta)
- (desconegut)
- Fariʿkarib
- Yadʿʾab Ġaylān, fill de l'anterior, probablement d'inicis del segle ii aC
- (desconegut)
- Hawfiʿamm Yuhanʿim II, c. 150 aC
- Šahr Yagil Yuhargib, fill de l'anterior
- Warawʾil Ġaylān Yuhanʿim, fill de l'anterior
- Fariʿkarib Yuhawḍiʿ, germà de l'anterior
- (desconegut)
- Yadʿʾab Yanuf
- (desconegut)
- Ḏariʾkarib
- Šahr Hilāl Yuhaqbiḍ, fill de l'anterior; destrucció de Timnaʾ i final de la independència de Qataban, c. 50 aC